# Dead Prez
Dead Prez, stilisiert als dead prez, ist ein US-amerikanisches Hip-Hop-Duo aus Florida, bestehend aus den Rappern stic.man und M-1. Sie gelten als Vertreter des Hardcore-Rap und als sehr politisch, inspiriert von Public Enemy und Malcolm X. Beispielhaft zu nennen ist das Lied We Want Freedom aus dem Album Let’s Get Free.

## Werdegang
stic.man (* 1974 als Clayton Gavin) und M-1 (* 1977 als Lavonne Alford) trafen sich auf dem Campus der Florida A&M University, wo sie beide Wirtschaftswissenschaft studierten. Da sie beide dieselben Ansichten bezüglich der Gesellschaft teilten, begannen sie bald, zusammen zu musizieren. 
Um ihre Musik einer breiteren Masse bekannt zu machen, zogen sie daraufhin nach New York City, wo sie sich den Namen Dead Prez gaben, abgeleitet vom Slang-Ausdruck „dead presidents“ für „Geldscheine“. Zunächst veröffentlichten sie einige Mixtapes und kollaborierten mit verschiedenen Künstlern, unter anderem mit Big Pun, auf dessen Debütalbum Capital Punishment, bevor sie schließlich Lord Jamar von Brand Nubian kennenlernten, der ihnen zu einem Vertrag bei Loud Records verhalf. 
Dort erschien 2000 ihr erstes Album Let’s Get Free. 2002 und 2003 widmeten sie sich erneut Mixtapes, Turn Off the Radio Vol. 1 und 2, auf denen sie über die Melodien von Liedern anderer Künstler, wie beispielsweise Aaliyah, rappten. 2004 folgte schließlich ihr zweites Album, RBG - Revolutionary But Gangsta, diesmal vertrieben von Columbia Records. 2006 arbeiteten sie mit den Outlawz auf dem Album Can’t Sell Dope Forever zusammen.

## Diskografie

### Alben
- 2000: Let’s Get Free
- 2004: RBG - Revolutionary But Gangsta
- 2006: Can’t Sell Dope Forever (mit den Outlawz)
- 2012: Information Age

### Mixtapes
- 2002: Turn Off the Radio, The Mixtape Vol. 1
- 2003: Turn Off the Radio, The Mixtape Vol. 2: Get Free or Die Tryin′
- 2009: Turn Off the Radio, The Mixtape Vol. 3: Pulse of the People (mit DJ Green Lantern)
- 2010: Turn Off the Radio, The Mixtape Vol. 4: Revolutionary But Gangsta Grillz (mit DJ Drama)

### Singles
- 1998: Police State
- 1999: Hip-Hop
- 2000: Mind Sex
- 2000: It’s Bigger Than Hip-Hop (UK: Silber)[4]
- 2002: Turn Off the Radio
- 2004: Hell Yeah
- 2008: Politrikkks